# St.-Michael-Straße 14 (Magdeburg)

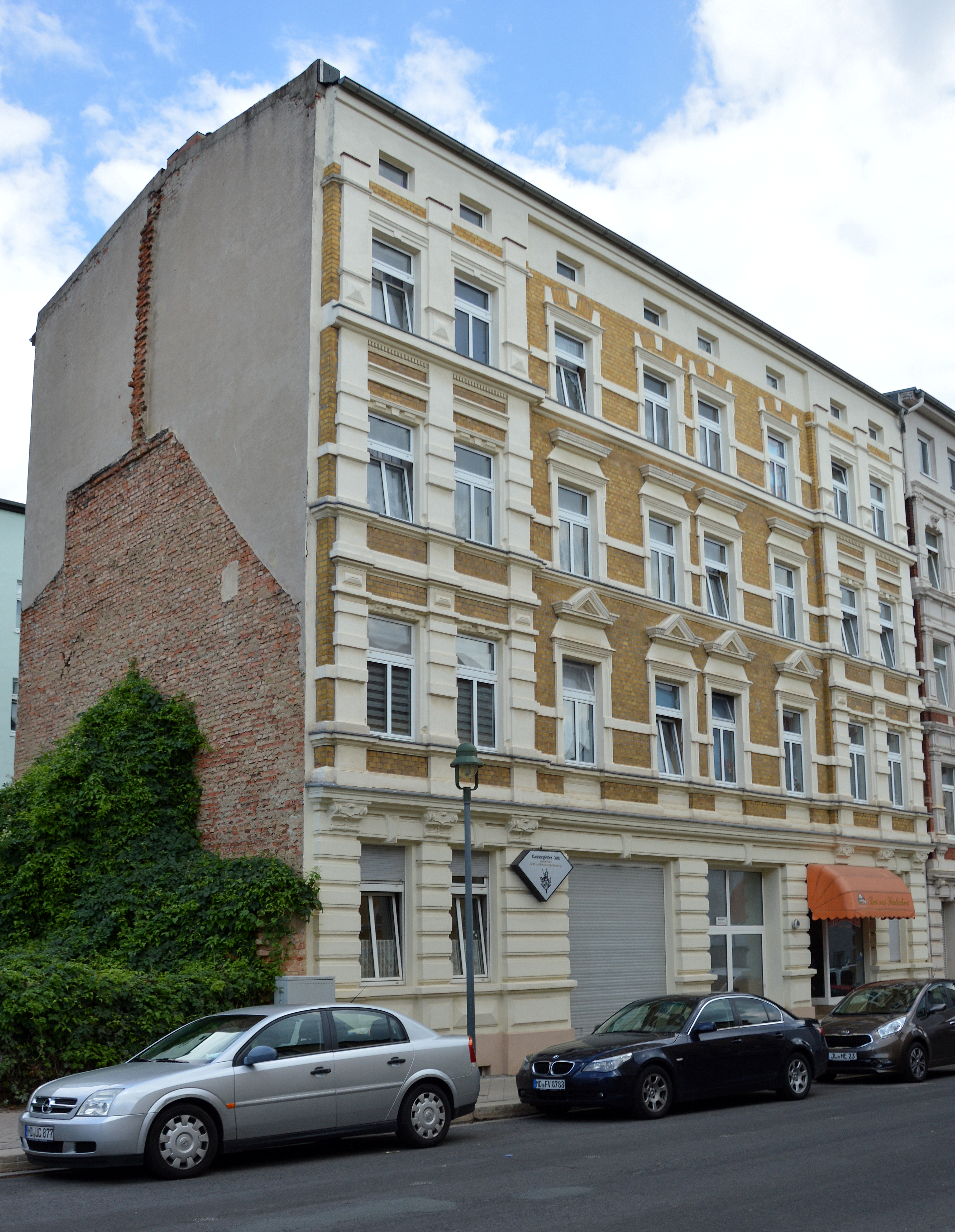
St.-Michael-Straße 14

Das Haus St.-Michael-Straße 14 ist ein denkmalgeschütztes Gebäude im Magdeburger Stadtteil Sudenburg in Sachsen-Anhalt.

## Lage
Es befindet sich auf der Nordseite der St.-Michael-Straße. Östlich des Hauses befindet sich das gleichfalls denkmalgeschützte Gebäude St.-Michael-Straße 13.

## Architektur und Geschichte
Das viereinhalbgeschossige Wohnhaus ließ im Jahr 1887 W. Höppmann errichten. Die achtachsige Fassade des Klinkergebäudes ist im Stil der Neorenaissance gestaltet und horizontal durch Putzbänder und profilierte Gesimse gegliedert. In der Beletage sind die vier mittleren Fenster jeweils mit einem kleinen Dreiecksgiebel bekrönt. Vor den oberen Geschossen befindet sich jeweils an den beiden äußeren Achsen ein flacher Seitenerker. Das Mezzaningeschoss wurde später umgebaut.
Gemeinsam mit dem benachbarten Haus St.-Michael-Straße 13 und den Häusern 5, 6 und 10 gehört es zu den prägnanten Zeugnissen für die gründerzeitliche Bebauung der Straße. Ein besonderer Kontrast ergibt sich zu den kleineren älteren Bauten aus der Mitte des 19. Jahrhunderts.
Im örtlichen Denkmalverzeichnis ist das Wohnhaus unter der Erfassungsnummer 094 76652 als Baudenkmal verzeichnet.